# Karin Schubert (ilustradora)
Karin Schubert es una ilustradora de obras juveniles de nacionalidad alemana nacida en Potsdam, en 1944 y afincada en España su hogar durante gran parte de su vida.

## Biografía
Nacida en Potsdam se orienta hacia el diseño y las  artes gráficas tomando cursos en la década de 1970, estudió Bellas Artes en Hamburgo, especializándose en Publicidad y finalizando con el premio extraordinario de la carrera.
Durante sus estudios recibió también premios en exposiciones de carteles y cubiertas de discos, etc.
Se trasladó a España y comenzó a dedicarse a la ilustración de libros infantiles. Sus ilustraciones fueron expuestas a través del Ministerio de Cultura en ciudades españolas y extranjeras.
Sus dibujos han sido publicados en más de 380 libros por las editoriales Edelvives, Alfaguara, Altea, Magisterio, Anaya, Rialp, SM, Ala Delta Internacional, etc.
Entre otros libros, puso imágenes a Cuentos de Clemens Brentano; Cascanueces y el Rey de los ratones, E. T. A. Hoffmann; Florentina, James Krüss; Operación Pata de Oso, María Puncel; Poli y el lobo y Más historias de Poli y el lobo, Catherine Storr; Mila y Yaco, de Annie M. G. Schmidt.

## Inspiración, técnica y realización
Según la propia autora su creatividad se basa:

"Mis ojos lo ven,
mi espíritu lo interpreta,
y al crear, mis días se llenan  
de vida y colores"

.

## Obras y trabajos
Su primera exposición en conjunto con otros ilustradores destacados fue en la Casa de Cultura en Zamora en 1981. En el mismo año se publicaron algunos de sus dibujos en revistas alemanas especializadas en Artes Gráficas.
Desde 1982 participó en todas las exposiciones “A Todo Color” a través de la OEPLI (Organización Española para el Libro Infantil y Juvenil) en conjunto con el Ministerio de Educación, Cultura y Deporte.
Algunas de las Exposiciones “A Todo Color” en las que ha participado: 
- Valencia, III Conferencia Europea del Libro 25-27 de octubre 1989
- Madrid, Centro Cultural de la Villa de Madrid 20 de diciembre – 21 de enero de 1990
- Barcelona, Caja Madrid en Barcelona 2-11 de febrero de 1990
- Bolonia, Fiera del Libro per Ragazzi, 4 – de 7 abril de 1991
- París, Centro Georges Pompidou 26, junio – 16 de septiembre de 1991
- Dublín, The Royal Dublin Society, 22 de octubre – 23 de noviembre de 1991
- Ciudad Real, Museo Manuel López – Villaseñor, 24 de abril – 24 de mayo de 1992
- La Coruña, Palacio de Congresos y Exposiciones, 7 - diciembre de 1992
- Burdeos, Mediateca de Libourne, 12 de enero – 6 de febrero de 1993
- El Cairo, Instituto Cervantes, mayo de 1993
- Alejandría, Instituto Cervantes, junio de 1993
- Rabat, Galería Bab El Kebir, 9 – 14 de noviembre de 1993
- Tetuán, Instituto Bellas Artes, 18 – 28 de noviembre de 1993
- Tánger, Instituto Cervantes, 2 – 17 de diciembre de 1993
- Praga Sala Uluv, 11 mayo – 26 junio de 1994
- Tábor, Alcaldía junio de 1994
- Ceske Budejovice, agosto de 1994
- Sevilla, 24 Congreso del IBBY 11 – 15 de octubre de 1994
- Luxemburgo, Centre City – Concorde 8 – 18 de noviembre de 1995
- Guadalajara (México), Feria del Libro 11 – 20 de noviembre de 2000

Feria Internacional del Libro
25 de noviembre - 3 de diciembre de 2000
- La Habana, feria del Libro 2 – 10 febrero de 2001
- Río de Janeiro, Feria del Libro 17 – 27 de mayo 2001
- Lima, 2002
- Madrid, Ffria del Libro 21 de junio – 7 de julio de 2002

Congreso de los Jóvenes de Madrid 12 - 14 de febrero de 2002
- Santiago de Chile, feria del Libro 5 de junio – 29 de noviembre de 2002
- Varsovia, feria del Libro 15 – 18 de mayo 2003
- Milán, Instituto Cervantes 2004.[5]

Desde el año 1989 trabaja para la Asociación de Animación a la Lectura (ALEER) para las Juntas Municipales de Madrid como: Carabanchel, San Blas, Tetúan, Salamanca, Hortaleza, etc.
Desde el año 2010 Karin se dedica a la pintura al óleo exponiendo sus cuadros especialmente en Galicia (Asociación TAMBRE, Consejería de Cultura Porto do Son, Hostal de los Reyes Católicos y diferentes salas en Santiago de Compostela).